# Ibrahim ibn Tashfin
Ibrāhīm ibn Tāshfīn (... – 1147) è stato il settimo sultano della dinastia almoravide (dinastia regnante nel Marocco e nella Spagna islamica), regnò per un breve periodo, tra il 1146 e il 1147.
Quando nel 1146 giunse a Marrakesh la notizia della morte del padre di Ibrahim ibn Tashfin, Tashfin ibn Ali, Ibrahim fu proclamato sultano, quando era ancora un bambino. Venne presto sostituito da suo zio Ishāq ibn ‘Alī, ma gli Almohadi (dinastia rivale degli Almoravidi) poco dopo conquistarono Marrakesh e uccisero sia Tashfin che lo zio Ishaq.